# Пересмешки
Пересме́шки (лат. Hippolais) — род птиц, в настоящее время помещенный в семейство камышовковых (Acrocephalidae) (традиционно относился к семейству славковые (Sylviidae)). Внешне очень похожи на настоящих камышовок; характерная особенность рода в том, что его представители хорошо умеют подражать пению многих других видов птиц. Распространение пересмешек ограничено западной Палеарктикой. В настоящее время признано только четыре вида; четыре других вида, которые ранее были частью этого рода, в настоящее время относятся к роду Iduna.

## Описание
Все виды, относимые к этому роду, представляют собой небольших певчих птиц с довольно плоским лбом и относительно длинным, широким и уплощенным у основания клювом. Хвост прямой или слегка закругленный на конце. Четыре вида, в настоящее время включенные в этот род, в целом довольно однотонные и без каких-либо ярких отметин, верхняя сторона бледно-серая или зеленовато-желтая, нижняя сторона беловатая или желтоватая. Полового диморфизма нет. Птенцы изначально голые и имеют жёлтый зев с двумя черными пятнами у основания языка.

## Распространение и среда обитания
Пересмешки ограничены западной Палеарктикой. Ареал этого рода простирается от Северной Африки на большую часть Европы и восточного Средиземноморья до Ближнего Востока. Ареалы отдельных видов, в основном, парапатрические, причем многоголосая пересмешка является самым западным видом, а пустынная пересмешка — самым восточным.

## Систематика
В настоящее время этот род помещен вместе с другими родами в семейство камышовковые (Acrocephalidae), раньше его традиционно относили к семейству славковые (Sylviidae). Только четыре вида всё ещё признаны в его составе, другие несколько видов, которые ранее считались представителями этого рода, теперь относятся к роду Iduna
- Пересмешки (Hippolais)[3]:
  - зелёная пересмешка (Hippolais icterina)[1]
  - пустынная пересмешка (Hippolais languida)
  - средиземноморская пересмешка (Hippolais olivetorum)[1]
  - многоголосая пересмешка (Hippolais polyglotta)[1]

## Особенности питания пересмешек
Пересмешки относятся к насекомоядным птицам. Свою основную пищу — жуков, гусениц, тлю — они находят в кустарниках и в листве деревьев. А вот на землю для этого спускаются крайне редко. Огромную пользу приносят пересмешки во фруктовых садах, где могут истребить большое количество насекомых-вредителей.
Осенью в свой рацион птицы охотно добавляют семена и ягоды (смородина, бузина, крушина).